# Suthora
Genre
Synonymes
- Paradoxornis Gould, 1836[2]
- Chleuasicus Blyth, 1845[2]
- Cholornis Verreaux, 1871[2]
- Neosuthora Hellmayr, 1911[2]
- Psittiparus Hellmayr, 1903[2]
- Sinosuthora Penhallurick & Robson, 2009[2]

Suthora est un genre de passereaux de la famille des Sylviidae. Il se trouve à l'état naturel dans le Sud-Est de l'Asie,,.

## Liste des espèces
Selon la classification de référence du Congrès ornithologique international (version 14.1, 2024) :
- Suthora davidiana (Slater, 1897) — Paradoxornis de David, Paradoxornis à queue courte
  - Suthora davidiana davidiana (Slater, 1897)
  - Suthora davidiana thompsoni (Bingham, 1903)
  - Suthora davidiana tonkinensis (Delacour, 1927)
- Suthora fulvifrons (Hodgson, 1845) — Paradoxornis à front fauve, Paradoxornis à front jaune
  - Suthora fulvifrons albifacies Mayr & Birckhead, 1937
  - Suthora fulvifrons chayulensis Kinnear, 1940
  - Suthora fulvifrons cyanophrys David, 1874
  - Suthora fulvifrons fulvifrons (Hodgson, 1845)
- Suthora nipalensis Hodgson, 1837 — Paradoxornis à menton noir, Paradoxornis à oreilles grises, Paradoxornis à oreillons cendrés
  - Suthora nipalensis beaulieui (Ripley, 1953)
  - Suthora nipalensis crocotia (Kinnear, 1954)
  - Suthora nipalensis feae Salvadori, 1889
  - Suthora nipalensis garhwalensis (Fleming, RL & Traylor, 1964)
  - Suthora nipalensis humii Sharpe, 1883
  - Suthora nipalensis kamoli (Eames, JC, 2002)
  - Suthora nipalensis nipalensis Hodgson, 1837
  - Suthora nipalensis patriciae Koelz, 1954
  - Suthora nipalensis poliotis Blyth, 1851
  - Suthora nipalensis ripponi Sharpe, 1905
- Suthora verreauxi Sharpe, 1883 — Paradoxornis de Verreaux, Paradoxornis d'or
  - Suthora verreauxi craddocki Bingham, 1903
  - Suthora verreauxi morrisoniana Ogilvie-Grant, 1906
  - Suthora verreauxi pallida La Touche, 1922
  - Suthora verreauxi verreauxi Sharpe, 1883
- Suthora atrosuperciliaris Godwin-Austen, 1877 — Paradoxornis à sourcils noirs
  - Suthora atrosuperciliaris atrosuperciliaris Godwin-Austen, 1877
  - Suthora atrosuperciliaris oatesi (Sharpe, 1903)
- Suthora conspicillata (David, 1871) — Paradoxornis à lunettes
  - Suthora conspicillata conspicillata (David, 1871)
  - Suthora conspicillata rocki (Bangs & Peters, JL, 1928)
- Suthora zappeyi (Thayer & Bangs, 1912) — Paradoxornis de Zappey, Paradoxornis à calotte grise
  - Suthora zappeyi erlangshanica (Cheng, Li, G & Zhang,Q , 1983)
  - Suthora zappeyi zappeyi (Thayer & Bangs, 1912)
- Suthora brunnea (Anderson, 1871) — Paradoxornis à ailes brunes
  - Suthora brunnea brunnea (Anderson, 1871)
  - Suthora brunnea ricketti (Rothschild, 1922)
  - Suthora brunnea styani (Rippon, 1903)
- Suthora ricketti (Rothschild, 1922) — Paradoxornis de Rickett
- Suthora webbiana (Gould, 1852) — Paradoxornis de Webb, Paradoxornis à tête brune
  - Suthora webbiana bulomacha (Swinhoe, 1866)
  - Suthora webbiana elisabethae (La Touche, 1922)
  - Suthora webbiana fulvicauda (Campbell, CW, 1892)
  - Suthora webbiana mantschurica (Taczanowski, 1885)
  - Suthora webbiana suffusa (Swinhoe, 1871)
  - Suthora webbiana webbiana (Gould, 1852)
- Suthora alphonsiana (Verreaux, J, 1871) — Paradoxornis à gorge cendrée
  - Suthora alphonsiana alphonsiana (Verreaux, J, 1871)
  - Suthora alphonsiana ganluoensis (Li, G & Zhang, Q, 1980)
  - Suthora alphonsiana stresemanni (Yen, 1934)
  - Suthora alphonsiana yunnanensis (La Touche, 1921)
- Suthora przewalskii (Berezowski & Bianchi, 1891) — Paradoxornis de Przewalski, Paradoxornis à gorge rousse